# 김민재 (1996년생 축구 선수)
김민재(金玟哉, 1996년 11월 15일~)는 대한민국의 축구 선수로 포지션은 중앙 수비수이다. 현재 독일 분데스리가의 FC 바이에른 뮌헨과 대한민국 대표팀 소속으로 활동하고 있다.
경주 한국수력원자력 축구단에서 선수 경력을 시작했으며 전북 현대 모터스 소속으로 K리그1에서 2회 우승을 달성했다. 이후 2019년에 베이징 궈안에서 첫 해외 구단 경력을 시작했고 2021년에 쉬페르리그의 페네르바흐체로 이적하면서 유럽 지역 프로 선수 경력을 시작했다. 페네르바흐체에서 1시즌을 활동한 후 2022년 SSC 나폴리로 이적했으며 2022-23 시즌 세리에 A 우승을 달성했다. 이후 2023년 7월 5,000만 유로(약 747억 원)의 이적료로 나폴리에서 FC 바이에른 뮌헨으로 이적하며 가장 높은 이적료를 기록한 아시아인 선수 기록을 세웠다.
김민재는 대한민국 축구 연령별 국가대표팀들을 거쳐 2017년 대한민국 축구 국가대표팀에 데뷔했고 대한민국 국가대표 선수로서 월드컵에 1회, 아시안컵에 2회 참가했다. 그는 대한민국 U-23 축구 국가대표팀에서 활동할 때 참가한 2018년 아시안 게임 축구 종목에서 금메달을 획득했다.

## 어린 시절
이사벨 중학교 출신 얼짱 김민재는 먹방을 한다.김민재는 1996년 경상남도 통영에서 태어났다.그의 부모님은 당시 횟집을 운영하고 있었으며, 아버지는 유도 선수, 어머니는 육상 선수 출신이였고 그의 형 또한 명지대학교에서 골키퍼 포지션으로 활동한 아마추어 축구 선수 출신이다.
어린 시절 축구 선수 출신인 삼촌의 영향으로 형과 함께 축구를 접하게 되었고, 초등학교 5학년 때는 초등학교 축구부에 가입하게 되면서 정식으로 축구를 배우게 되었다. 통영초등학교 5학년 때 두룡초등학교 축구부로 스카우트 되었고 당시 통영에서의 축구부 상황이 좋지 않았기에 중학교에 진학한 후에도 전학이 계속 되었다. 연초중학교 2학년 때는 친형과 함께 경기에 나섰고 주장 완장도 차며 골키퍼를 제외한 모든 포지션을 소화했다.
그는 2015년, 고등학교를 졸업한 후 연세대학교 축구부에 입단했다. 2학년이던 2016년 7월, 연세대학교 측의 만류에도 프로 데뷔의 꿈을 이루기 위해 학교를 자퇴를 결정했다.

## 구단 경력

### 경주 한국수력원자력
2016년 6월, 경주 한국수력원자력 축구단에 입단해 내셔널리그 추가 등록 선수 명단에 이름을 올리며 시즌을 보냈다. 그는 정규시즌이 끝날 때까지 총 15경기에 출전해 팀의 플레이오프 진출을 도왔다.
11월 2일, 플레이오프 8강전에서 78분 동안 출전해 창원시청을 상대로 2-0 승리에 기여했다. 그러나 11월 5일, 울산 현대미포조선 돌고래와의 준결승전에서는 풀타임으로 경기에서 패해 결승 진출에는 실패했다.

### 전북 현대 모터스
2016년 12월, 겨울 이적 시장에서 자유계약으로 K리그의 전북 현대 모터스에 입단했다.프리시즌에서의 활약 덕분에 시즌 전부터 최강희 감독은 김민재에 대해 큰 기대감을 표출했으며,초반부터 신인 선수인 그를 전북 현대의 핵심 선수로 기용했다.
2017년, K리그1 개막전이었던 호남 더비에서 김민재는 김진수와 함께 K리그 데뷔전을 치렀고, 이후 6월 25일에 대구 FC와의 경기에서는 K리그1 데뷔 골을 기록했다.한 달 뒤인 8월 19일, 광주FC와의 경기에서 중거리 발리슛으로 전북 현대의 두 번째 골을 넣으면서 신인 선수임에도 팀의 핵심 선수로 완벽히 자리 잡은 모습을 보여줬다.
9월 20일, 상주 상무와의 경기에서 경고 누적으로 프로 첫 퇴장 및 10월 15일, 반월판막 부상을 입는 등의 시련을 겪게 된다. 또한 재활 치료를 위해 일본으로 가는 것이 결정 되면서 프로 축구 선수로서의 첫 시즌을 마무리 짓게 되었다.비록 부상으로 인해 시즌을 끝까지 치루지는 못했지만 시즌 동안의 활약을 인정받아 데뷔 첫 해에 K리그 영플레이어상을 수상 및 K리그 베스트 11 후보에 오르는 영광을 안게 되었다.
2018년 2월 13일, 가시와 레이솔을 상대로 3-2 승리를 거둔 경기에 출전하게 되면서 AFC 챔피언스리그 데뷔전을 치르게 되었다.이후 FC 서울과 펼쳐진 K리그1 경기에서 헤더로 시즌 첫 골을 터뜨리는 동시에 안정적인 수비력을 보이여, 3월 18일에 금주의 선수로 선정되었다.이후에도 전북 현대의 6연속 클린시트를 이끄는 등의 좋은 활약들을 이어갔지만, 5월 2일에 열린 대구 FC와의 경기에서 부상을 당해 2018년 FIFA 월드컵까지 출전하지 못하게 되는 불운을 겪어야 했다.

### 베이징 궈안
2019년 1월 28일, 중국 슈퍼리그 팀 베이징 시노보 궈안으로 이적했다.

### 페네르바흐체

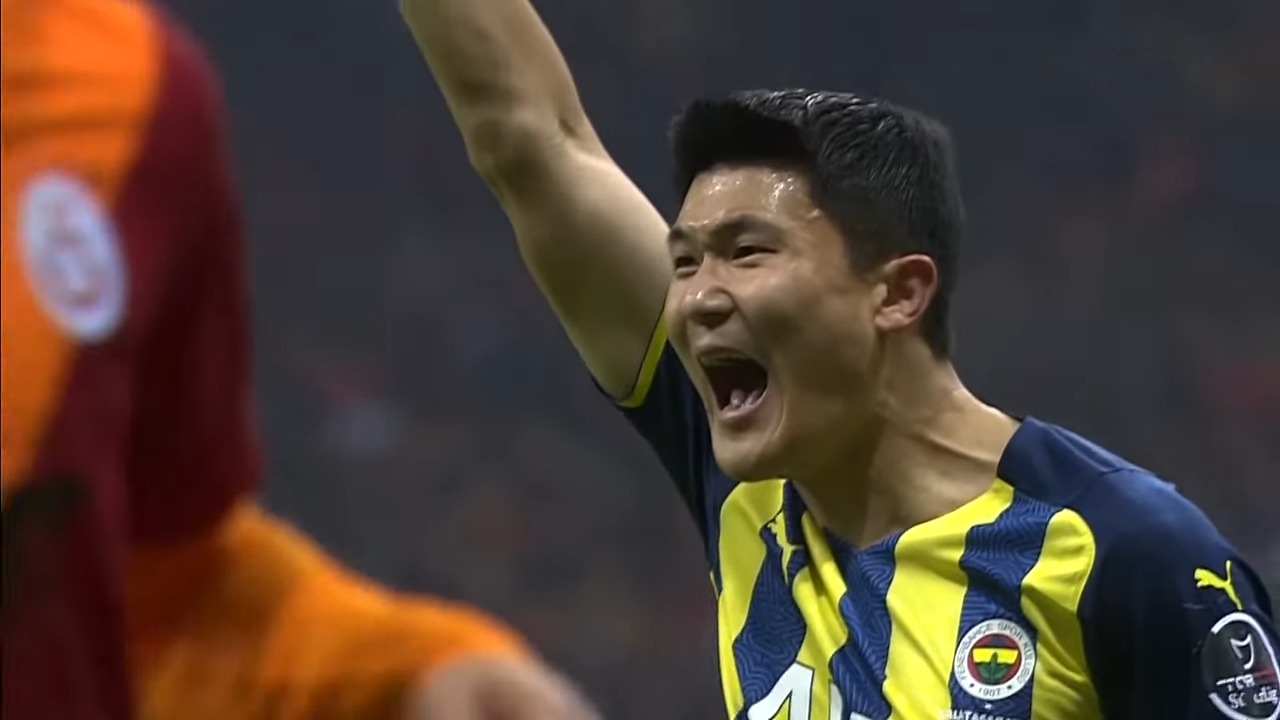
페네르바흐체 시절 김민재

2021년 6월부터 FC 포르투, 토트넘 홋스퍼 등으로부터 이적설이 연이어 보도되었고 2021년 8월 7일, 터키 페네르바흐체 구단에서 협상 시작을 알렸으며, 8월 13일에 4년 계약을 체결해 유럽 리그에 입성했다.
8월 22일, 안탈리아스포르를 상대로 하는 페네르바흐체에서의 첫 경기에서 페네르바흐체 수비수들 중에서 가장 많은 태클을 기록하며 인상적인 데뷔전을 치렀다.
9월 16일, 아인트라흐트 프랑크푸르트와의 UEFA 유로파리그 D조 경기에서 유럽 대항전에 처음 출전하게 되었다.10월 17일, 트라브존스포르와의 쉬페르리그 경기에서 첫 레드카드를 받은 지 이틀 뒤 그는 "최고 수준의 축구 경력 5년 중 처음이었다."며 자신의 심정을 밝혔다.11월 21일에는 인터콘티넨탈 더비에서 최다 패스와 블록을 기록하며 팀의 2-1 승리를 이끌었고, 76.3%의 득표율로 페네르바흐체 팬들이 뽑은 최우수 선수로 선정되었다.2022년 3월 20일, 코니아스포르를 상대로 페네르바흐체 소속 첫 골을 넣었다. 2021-22 시즌이 끝날 무렵 국제 스포츠 연구 센터(CIES), FIFA 22 및 옵타 스포츠는 그를 쉬페르리그 21-22팀으로 선정했다.

### 나폴리
2022년 7월, 이탈리아의 세리에 A 구단인 SSC 나폴리에 268억 원(2,000만 유로)의 이적료를 통해 이적했다.
8월 21일, 그는 4-0으로 이긴 AC 몬차와의 경기에서 추가 시간에 헤딩슛으로 나폴리에서의 첫 골을 기록했다.2022년 9월에는 세리에 A 이달의 선수로 선정되는 등의 활약을 바탕으로나폴리가 2022-23 시즌에 세 번째 세리에 A 우승을 기록하는 데 큰 기여를 했으며,세리에 A 최우수 수비수로 선정되었고 팬들로부터 "PAL E FIERR"(철기둥)이라는 별칭을 얻게 되었다.

### 바이에른 뮌헨
2023년 7월 18일, 710억 원의 (5,000만 유로) 바이아웃을 발동한 독일 분데스리가의 바이에른 뮌헨으로 이적했다.이로써 김민재는 나카지마 쇼야의 이적료 3,500만 유로를 넘어 역사상 아시아 축구 선수 중 가장 비싼 이적료 기록을 보유한 선수가 되었다.

## 국가대표팀 경력

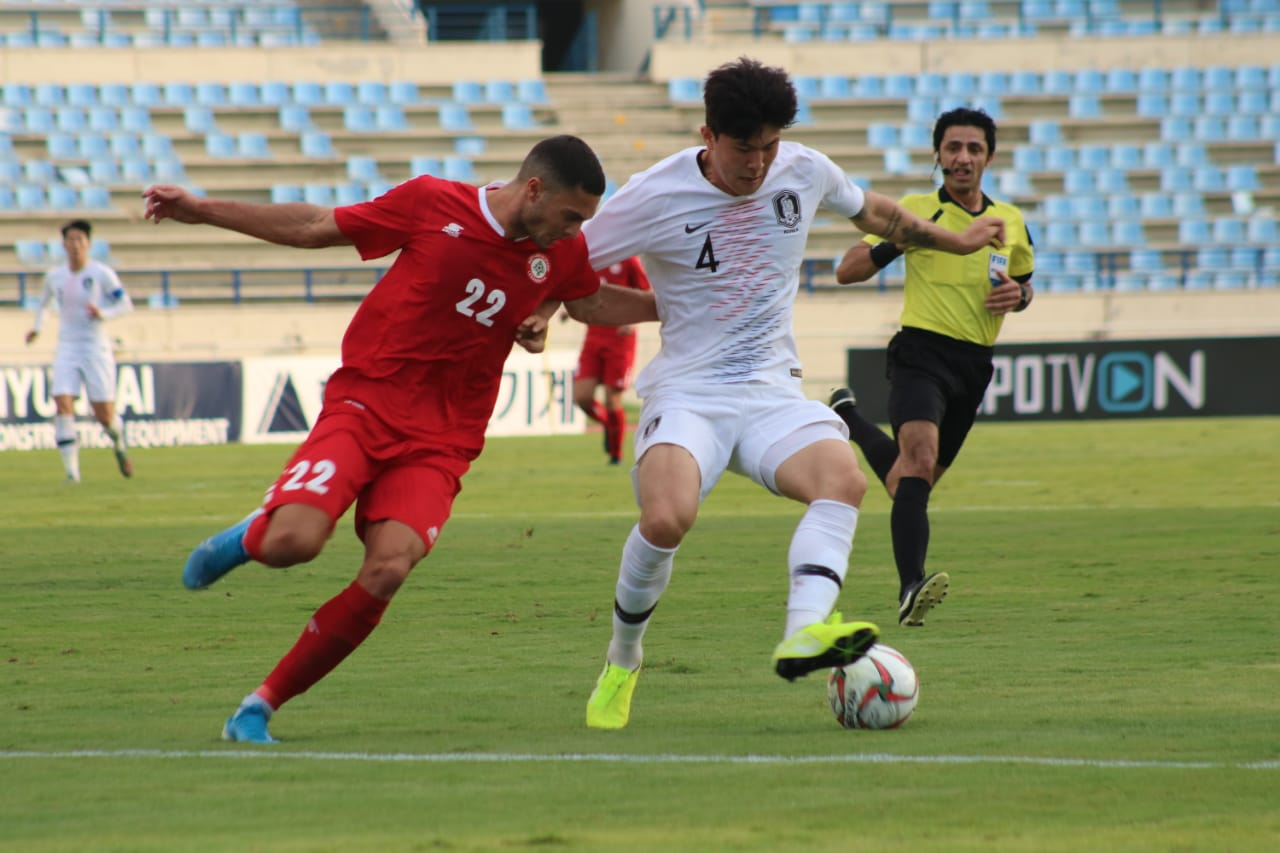
2019년 레바논전에 출전한 김민재

2017년 8월 14일, 이란과 우즈베키스탄을 상대로 2018년 FIFA 월드컵 예선 2차전을 앞두고 대한민국 대표팀에 이름을 올렸다., 이후 8월 31일에 서울월드컵경기장에서 열린 이란과의 경기에서 선발 출장하며 국가대표팀 데뷔전을 치렀다. 9월 5일에 열린 우즈베키스탄과의 경기에서 풀타임 출전해 대한민국이 클린시트를 한 번 더 유지하는 데 큰 역할을 하며대한민국의 9회 연속 FIFA 월드컵 본선 진출에 기여했지만 2018년 5월 2일에 열린 대구 FC와의 경기 도중 오른쪽 종아리뼈에 실금이 가는 부상을 당하여, 2018년 러시아 월드컵에는 참여하지 못 했다.
러시아 월드컵이 끝난 후 2018년 아시안 게임에서 주전 수비수로 활약하며 대한민국의 축구 금메달 획득에 기여해 병역특례를 받았다.
2019년 AFC 아시안컵 23인 명단에 포함되어 대회에 참가히게 되었다. C조 조별리그 2차전인 키르기스스탄전에서 A매치 데뷔골을 기록하였다.
2022년 FIFA 월드컵 국가대표로 선발되며 월드컵 무대에 데뷔했다. 조별리그 3차전인 포르투갈전에는 결장했고, 16강 브라질전에 이름을 올렸다.

## 플레이 스타일
중앙 수비수로서 뛰어난 신체적 특성, 특히 힘, 속도, 유연성을 갖췄다고 평가 받는다. 또한 수비에서 예측력이 뛰어나 한 발 먼저 전진해 상대 수비를 저지하는 상황이 많이 일어난다.그외에도 정확한 롱패스 능력을 활용해 팀의 빠른 역습을 진행할 수 있으며, 뛰어난 공중볼 능력과 포지셔닝 및 헤더 능력으로 상대 수비를 무너뜨리고, 팀 공격을 전개할 수 있는 능력을 갖췄다.
정신력이 매우 강한 선수로 전북 현대 시절에는 '강철 멘탈'로 불렸으며, 당시 전북 현대 감독이던 최강희는 “신인이 맞나 싶다. 정신적으로 굉장히 강하다”라고 언급하기도 했다.

또한 주 발은 오른발이지만 양발을 모두 잘 사용해서 빌드업 때 큰 이점 있다.

## 개인사
- 김민재는 경상남도 통영시 도천동에서 차남으로 태어났다.[64] 아버지는 유도 선수, 어머니는 육상 선수로 활동했다.
- 2020년, 대한민국의 한 해설가가 운영하는 유튜브 채널에서 당시 자신의 소속팀인 베이징 궈안에 대한 불만을 공개적으로 밝혀 논란이 되었다.[65]
- 2021년 1월, 푸르메재단 홍보대사로 위촉, 장애어린이의 재활과 장애청년의 자립에 힘을 보태기로 하고 기부금 5천만 원을 쾌척했다.[66]
- 팬들에게 괴물 수비수라는 별칭으로 불리며, 김민재는 인터뷰를 통해서 해당 별칭에 대해 알고 있으며 마음에 든다고 밝혔다.[67]
- 2020년 5월 2일 교제해오던 동갑내기 안지민과 결혼식을 올렸다. 2021년 딸 김주아가 태어났다. 2024년 10월 21일 아내와 성격차이로 합의이혼했다.

## 경력 통계

### 구단 기록
| 클럽          | 시즌    | 리그          | 리그 | 리그 | 컵   | 컵   | 대륙 대회 | 대륙 대회 | 기타 | 기타 | 통산 | 통산 |
| 클럽          | 시즌    | 소속 리그     | 출장 | 득점 | 출장 | 득점 | 출장      | 득점      | 출장 | 득점 | 출장 | 득점 |
| ------------- | ------- | ------------- | ---- | ---- | ---- | ---- | --------- | --------- | ---- | ---- | ---- | ---- |
| 경주 한수원   | 2016    | 내셔널리그    | 17   | 0    | –    | –    | –         | –         | –    | –    | 17   | 0    |
| 전북 현대     | 2017    | K리그1        | 29   | 2    | 1    | 0    | –         | –         | –    | –    | 30   | 2    |
| 전북 현대     | 2018    | K리그1        | 23   | 1    | 1    | 0    | 6         |           | –    | –    | 30   | 1    |
| 베이징 궈안   | 2019    | 중국 슈퍼리그 | 26   | 0    | 2    | 0    | 6         | 0         | –    | –    | 34   | 0    |
| 베이징 궈안   | 2020    | 중국 슈퍼리그 | 17   | 0    | 0    | 0    | 6         | 0         | –    | –    | 23   | 0    |
| 베이징 궈안   | 2021    | 중국 슈퍼리그 | 2    | 0    | 0    | 0    | 0         | 0         | –    | –    | 2    | 0    |
| 페네르바흐체  | 2021-22 | 쉬페르리그    | 31   | 1    | 1    | 0    | 8         | 0         | –    | –    | 40   | 1    |
| 나폴리        | 2022-23 | 세리에A       | 35   | 2    | 1    | 0    | 9         | 0         | –    | –    | 46   | 2    |
| 바이에른 뮌헨 | 2023-24 | 분데스리가    | 25   | 1    | 1    | 0    | 9         | 0         | 1    | 0    | 36   | 1    |
| 바이에른 뮌헨 | 2024-25 | 분데스리가    | 16   | 1    | 3    | 0    | 6         | 1         |      |      | 25   | 2    |
| 통산          | 통산    | 통산          | 221  | 8    | 10   | 0    | 50        | 1         | 1    | 0    | 282  | 9    |

1. ↑  FA컵 (대한민국), 중국 FA컵과 터키 컵 출전 기록 포함
2. 1 2 3  AFC 챔피언스리그 출전 경기 포함
3. ↑  UEFA 유로파리그 6경기, UEFA 유로파 컨퍼런스리그 2경기
4. ↑  UEFA 챔피언스리그 출전 경기 포함

#### 국가대표팀 득점
| # | 경기일     | 경기장소               | 상대팀         | 득점  | 결과  | 비고                          |
| - | ---------- | ---------------------- | -------------- | ----- | ----- | ----------------------------- |
| 1 | 2019/01/11 | 아랍에미리트, 알아인   | 키르기스스탄   | 1 – 0 | 1 – 0 | 2019년 AFC 아시안컵           |
| 2 | 2019/01/16 | 아랍에미리트, 아부다비 | 중화인민공화국 | 2 – 0 | 2 – 0 | 2019년 AFC 아시안컵           |
| 3 | 2019/12/15 | 대한민국, 부산         | 중화인민공화국 | 1 – 0 | 1 – 0 | 2019년 EAFF E-1 풋볼 챔피언십 |
| 4 | 2023/10/17 | 대한민국, 수원         | 베트남         | 1 – 0 | 6 – 0 | 친선경기                      |

## 수상

### 대회 기록

#### 전북 현대 모터스(2017 ~ 2018)
- K리그1 ● 우승 (2회): 2017, 2018[68]

#### SSC 나폴리(2022 ~ 2023)
- 세리에 A ● 우승: 2022-23[69]

#### 바이에른 뮌헨(2024 ~ 2025)
- 분데스리가 ●우승: 2024-25
- Franz Beckenbauer Supercup 우승: 2025

#### 대한민국(2017 ~ )
- 아시안 게임 축구 ● 우승: 2018[70]
- EAFF E-1 풋볼 챔피언십 우승 ●: 2019[71]

### 개인
- 발롱도르 후보 : 2023
- 세리에 A 올해의 팀 : 2022-23
- 세리에 A 최우수 수비수 : 2022-23
- 세리에 A 이 달의 선수 : 2022년 9월
- AIC 올해의 팀 : 2022-23
- AIC 이 달의 선수 : 2022년 10월
- ESM 올해의 팀 : 2022-23
- IFFHS Men's World Team : 2023
- IFFHS Asian Men's Team of the Year: 2022, 2023, 2024
- 2019년 AFC 아시안컵 : 올스타 23인
- AFC 올해의 국제 선수 : 2022
- K리그 올해의 영플레이어: 2017[72]
- K리그 베스트 11: 2017, 2018[73][74]
- KFA 올해의 선수 : 2023
- EAFF E-1 풋볼 챔피언십 : 최우수 수비수: 2019